# Dicrosema
Dicrosema là một chi bướm ngày thuộc họ Bướm nâu.

## Species
- Dicrosema quadrifenestrata Bryk, 1953 (Anisochoria quadrifenestrata), miền đông Brazil